# 13. Armee (Russisches Kaiserreich)
Die 13. Armee des Russischen Kaiserreichs war eine Armee, die während des Ersten Weltkrieges eingesetzt wurde. 

## Geschichte
Das Armeeoberkommando 13 wurde im Mai 1915 im Rahmen der Südwestfront gegründet und noch vor dem Abschluss des Großen Rückzuges im August 1915 wieder aufgelöst. Die Armee deckte während der Bug-Offensive im Juli 1915 gegenüber dem Vormarsch der deutschen Bugarmee und der k.u.k 1. Armee den bedrohten Raum im südöstlichen Vorfeld von Kowel am östlichen Bug Ufer. Sie umfasste 13. Infanterie- und 4. Kavallerie-Divisionen, die ihr unterstellten Korpskommandos waren Anfang Juli von rechts nach links zwischen Cholm und Wladimir-Wolynsk in folgender Reihung konzentriert:
- II. Kaukasisches Korps
- XXIII. Armeekorps
- V. Kaukasisches Korps
- XXIX. Armeekorps
- XXXI. Armeekorps
- 4. Kavalleriekorps[1]

## Kommandeure
- Wladimir Nikolajewitsch Gorbatowski (12. Juni 1915 – 20. August 1915)